# クアラ・バライ郡
クアラ・バライ郡（クアラ・バライぐん、Kuala Balai）はブルネイ・ブライト地区にある郡。ブライト地区の西部に位置する。北はセリア郡、東及び南はラビ郡、西はマレーシア・サラワク州、西はクアラ・ブライト郡に接する。
クアラ・バライ郡にあるクアラ・バライ村では、エコツーリズムの拠点とすべく行政とブルネイ・ダルサラーム大学が共同で研究・議論を重ねている。

## 村
クアラ・バライ郡には以下の村がある。
- クアラ・バライ村（Kampong Kuala Balai）
- スンガイ・ダミット村（Kampong Sungai Damit）
- スンガイ・ベサル村（Kampong Sungai Besar）
- スンガイ・メンダラン村（Kampong Sungai Mendaram）
- マラアス村（Kampong Mala’as）